# 166

## Decese
- 20 aprilie: Papa Anicet  (n. ?)
- dată necunoscută: Laurențiu al Bizanțului episcop de Bizanț din 154 până în 166 (n. ?)